# بنو سيفا
بنو سيفا. ويعرفوا بآل سيفا، هم حكام طرابلس الشام في لبنان قيل أنهم من أصول كردية. ينسبون إلى المقدم جمال الدين الملقب بسيفا كردي الأصل ينتمي إلى المماليك الجراكسة. استلم هؤلاء الأمراء الإقطاع في عكار واستمروا يحكمونه حتى كانت نهايتهم على يد الأمير فخر الدين الثاني المعني الذي قضى على يوسف باشا سيفا أشهر أمرائهم على الإطلاق وأقواهم وأذكاهم. نزحوا من بلادهم واستوطنوا سهل عكار وطرابلس في شمالي لبنان، ومنها تولوا الحكم في طرابلس استقرت لهم الإمارة بين الأعوام 1528و 1640م. رقي الأمير يوسف بن سيفا سنة 1579م إلى رتبة وزير وعين والياً على طرابلس. وما تزال في طرابلس أوقاف كثيرة باسمهم يقتسم ريعها آل الشهال وغيرهم ممن يمتون لهم بالنسب. لعبوا دوراً رئيسياً في حياة لبنان السياسية خلال العهد العثماني. وكان لهم صدامات وصراعات مع المعنيين في جبل لبنان.